# ノアノア気分
「ノアノア気分」（ - きぶん）は、日本の歌手・久我直子のデビュー・シングルである。1978年（昭和53年）4月21日発売、発売元はCBSソニーレコード（現ソニー・ミュージックレコーズ）。

## 概要
作詞は阿久悠、作曲は三木たかし、編曲は萩田光雄による。同シングルのジャケット撮影は、写真家の浅井慎平であった。リリースナンバーは06SH288、定価600円。
当時、久我がTBSの関東ローカル番組『ぎんざNOW!』の水曜日のレギュラーアシスタントだったため、ヒットの記録は残していないわりには知名度の高い楽曲である。本楽曲をもって、同年5月29日、フジテレビの音楽番組、第499回『夜のヒットスタジオ』に出演を果たしている。
2009年（平成21年）5月現在、CD化等デジタル音源は発売されていない。

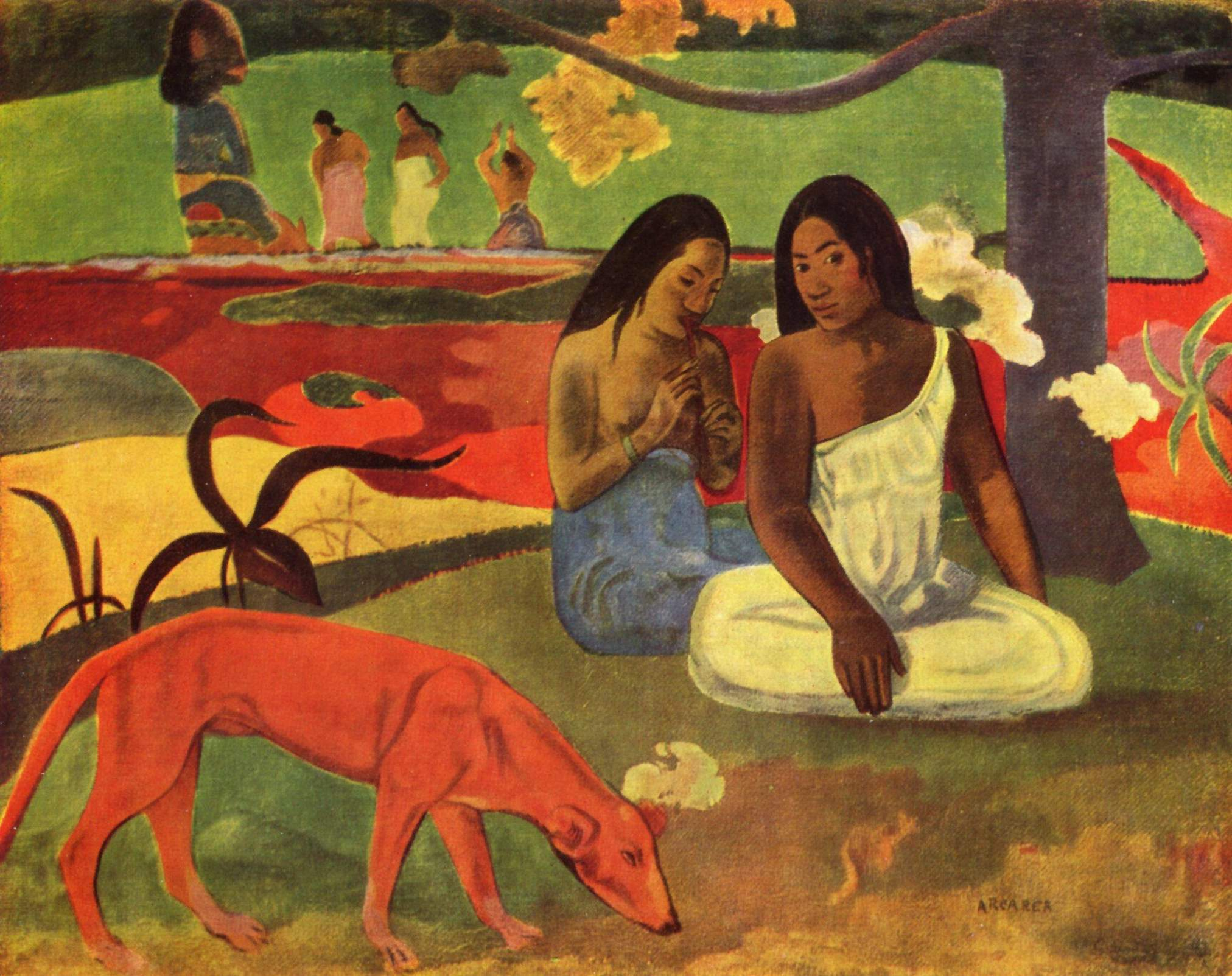
ゴーギャンのノアノア （イメージ）

タイトルの「ノアノア」とは、タヒチ語で「かぐわしい香り」を意味する。フランス領の島タヒチに移住した画家ポール・ゴーギャンが同地での滞在記として著した書物『ノアノア』（1901年）に由来する。同書は、現在日本語訳が、ちくま学芸文庫および岩波文庫で読むことが出来る。

## 収録曲
両楽曲とも、作詞阿久悠、作曲三木たかし、編曲萩田光雄
1. ノアノア気分
2. 南からの手紙

## 参考書籍
- ポール・ゴーギャン『ノアノア』（1901年）
  - ちくま学芸文庫、岩切正一郎訳、1999年 ISBN 448008519X
  - 岩波文庫、前川堅市訳、1960年 ISBN 4003254910 - ポール・ゴーガン『ノア・ノア - タヒチ紀行』名義

## 関連事項
- 1978年の音楽
- 夜のヒットスタジオ出演歌手一覧

## 註
1. ↑  2009年3月末現在、CD情報を網羅するYahoo! ミュージックに久我の項は存在しない。
2. ↑  タヒチ語/英語ウェブ辞書「Les premiers dictionnaires tahitiens」内の「noanoa」の項の記述を参照。本項の「かぐわしい香り」はそれを日本語に訳出したものである。
3. ↑  #参考書籍を参照。